# 506.º Regimento de Infantaria Paraquedista
O 506º Regimento de Infantaria, originalmente designado 506º Regimento de Infantaria Paraquedista (506º PIR) durante a Segunda Guerra Mundial, é um regimento de infantaria aerotransportado do Exército dos Estados Unidos. Criado pouco depois da entrada do país norte-americano na Segunda Guerra Mundial, atualmente é um regimento sob o Sistema Regimental do Exército dos Estados Unidos. O regimento possui dois batalhões ativos: o 1º Batalhão, constituído pelo 506º Regimento de Infantaria (1-506º IR), é designado para a 1ª Brigada de Combate; o 2º Batalhão, formado pelo 506º Regimento de Infantaria (2-506º IR), é designado para a 3ª Brigada de Combate.
Historicamente, o regimento serviu com a 101.ª Divisão Aerotransportada na Segunda Guerra Mundial. Elementos do regimento também serviram com a 101ª Divisão em confrontos no Vietnã, Iraque e Afeganistão. Os elementos do regimento também serviram em tempos de paz com a 2ª Divisão de Infantaria e foram enviados para a Operação Iraqi Freedom.

## História

### Segunda Guerra Mundial
Seus combatentes foram treinados em Camp Toccoa, na Geórgia, onde ganharam o apelido de "Currahees", em homenagem ao Monte Currahee, situado próximo ao campo de treinamento. Paraquedistas em treinamento corriam de Camp Toccoa até o topo do Monte Currahee e voltavam com o grito "três milhas para cima, três milhas para baixo!". A palavra "Cherokee", que significa "Estamos Sozinhos", também se tornou o lema da unidade. Os membros da unidade usaram o símbolo de espadas (♠) nas partes laterais de seus capacetes e o emblema da "Screaming Eagle" ("Águias Gritantes") indicando o pertencimento à 101ª Divisão Aerotransportada na manga esquerda. Seu primeiro oficial comandante foi o coronel Robert F. Sink, e o 506º era algumas vezes referido como "Five-Oh-Sink". Em 10 de junho de 1943, o 506º Regimento de Infantaria Paraquedista tornou-se oficialmente parte da 101ª Divisão Aerotransportada comandada pelo Major General William Lee.
O 506º participou de grandes operações e batalhas durante a guerra: como os desembarques do Dia D, a Operação Market Garden e a Batalha das Ardenas. (Eles inicialmente teriam participado da Operação Varsity, mas o comando Aliado decidiu usar a 17ª Divisão Aerotransportada para essa operação).

### Operação Overlord
O primeiro engajamento do 506º Regimento de Infantaria Paraquedista na guerra foi na madrugada de 6 de junho de 1944, no famoso Dia D, cujo um dos objetivos da missão Albany era aterissar na Normandia no canto sudeste da Península do Cotentin, atrás das linhas inimigas, proteger as quatro saídas da Praia de Utah e ligar as duas cabeças de praia de Utah e Omaha. Como quase todas as unidades de paraquedistas que saltaram naquela noite, o 506º foi amplamente espalhado e seus homens foram largados longe de seus objetivos devido ao mal tempo e a concentração de armas antiaéreas na região. Na manhã do Dia D, um grupo de doze homens da companhia Easy liderados pelo Primeiro Tenente Richard Winters atacou uma posição fortificada de artilharia alemã ao norte de Sainte-Marie-du-Mont, que ficou conhecido como Assalto a Brécourt Manor. Seis dias mais tarde, o 506º ajudou outras unidades paraquedistas a tomar e defender a cidade de Carentan, consequentemente estabelecendo as duas cabeças de praia de Utah e Omaha.
O 506º não retornou à Inglaterra por 33 dias. Dos cerca de 2.000 homens que saltaram na França, 231 foram mortos em combate, 183 estavam desaparecidos ou prisioneiros de guerra e 569 ficaram feridos - cerca de 50% das vítimas na campanha da Normandia.

### Operação Market Garden
Depois que os exércitos aliados libertaram a França no final de agosto de 1944, o Regimento foi designado para fazer parte de uma operação de ruptura nas linhas de defesa alemãs concentradas nos Países Baixos. Eles teriam de fazer uma brecha de Eindhoven até Arnhem, para que os blindados britânicos pudessem prosseguir. A operação idealizada pelo General Bernard Montgomery ficou conhecida como Market Garden, lançada em 17 de setembro de 1944.
O componente aerotransportado da Operação Market Garden, a fase Market, era composto por unidades americanas (a 82ª Divisão Aerotransportada, a 101ª Divisão Aerotransportada e o Comando de transporte de tropas IX), unidades britânicas (a 1ª Divisão Aerotransportada) e unidades polonesas (a 1ª Brigada Independente de Pára-quedistas). As unidades aerotransportadas foram lançadas perto de várias pontes importantes ao longo do eixo de avanço das forças terrestres, a fase Garden, com o objetivo de capturar as pontes intactas a fim de permitir uma penetração profunda na Holanda ocupada pelos alemães e capturar a travessia da ponte principal que cruzava o rio Reno em Arnhem.

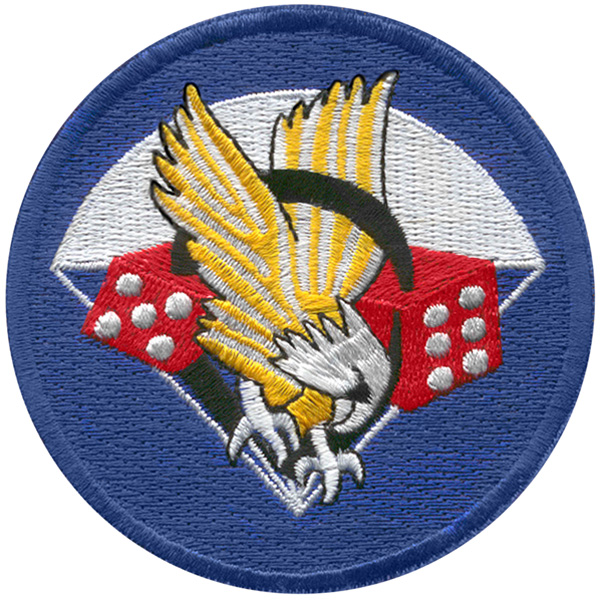
Patch do 506º Regimento

A 101ª Aerotransportada recebeu cinco pontes ao norte das linhas defensivas alemãs a noroeste de Eindhoven. Ao contrário dos desorganizados saltos noturnos na Normandia, a programação da Operação Market à luz do dia resultou em saltos bem direcionados e controlados nas zonas designadas. A 101ª capturou todas as pontes, exceto uma ponte, a de Son, que seus defensores alemães explodiram quando as unidades aerotransportadas se aproximaram. As forças terrestres do XXX Corpo britânico se uniram aos elementos da 101ª Aerotransportada no segundo dia de operações, em 18 de setembro, mas o avanço das forças terrestres foi atrasado enquanto os engenheiros substituíram a ponte Son por uma ponte Bailey. O XXX Corpo britânico então continuou seu avanço para a área de operações da 82ª Aerotransportada, onde foi interrompido pouco antes de Arnhem devido aos contra-ataques alemães ao longo do avanço.

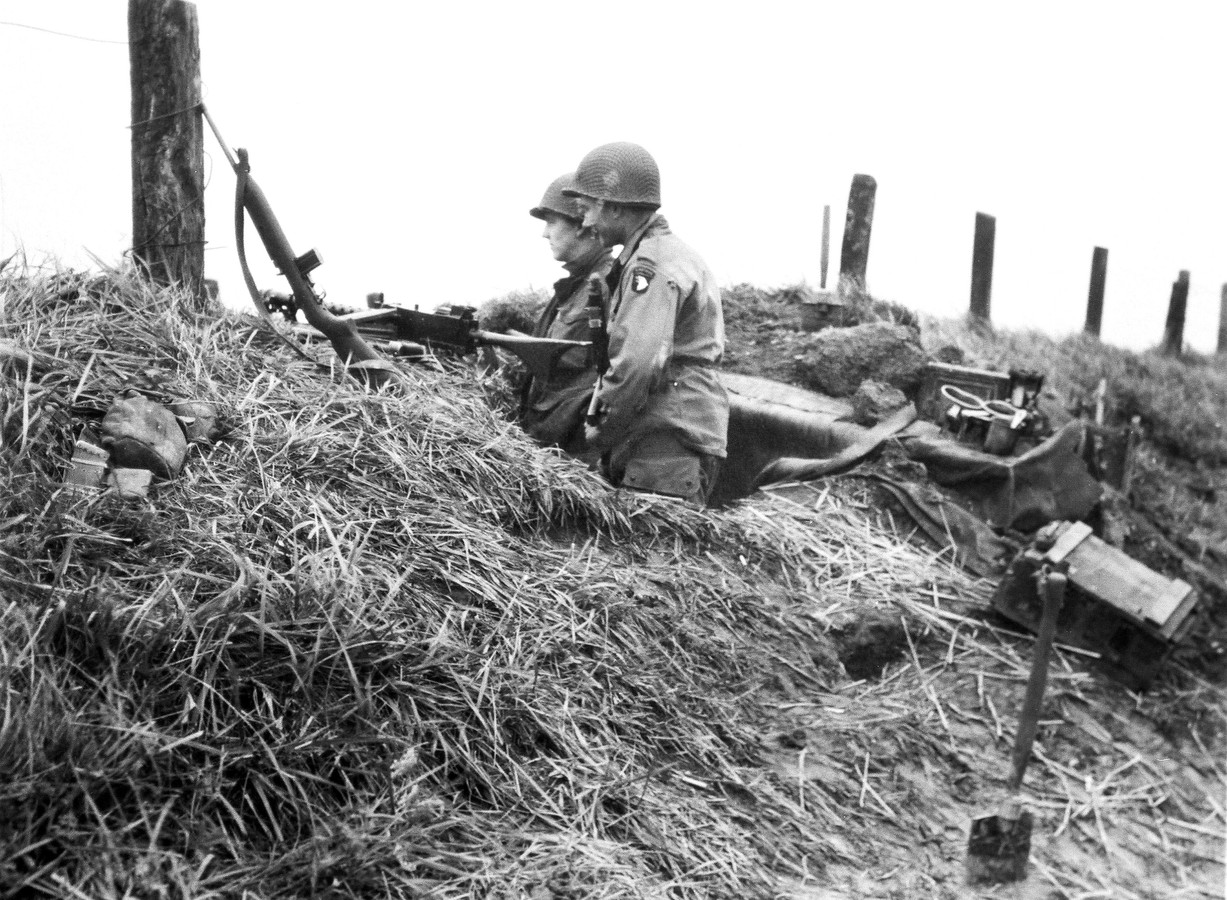
Paraquedistas do 506ª regimento perto de Randwijk, Holanda. Outubro de 1944.

A 101ª Aerotransportada continuou a apoiar o avanço do XXX Corpo durante o restante da Operação Market Garden, com várias batalhas em andamento nos dias seguintes. Porém, quando os paraquedistas britânicos alcançaram Arnhem, encontraram uma resistência feroz e suas tropas foram quase dizimadas na consequente Batalha de Arnhem, sofrendo enormes perdas; como resultado, a última ponte que atravessava o Reno não pode ser conquistada e a operação acabou por ser um fracasso total. Após a derrota, os exércitos Aliados nos Países Baixos recuaram para a França, mas parte de suas tropas terrestres que já estavam em avanço conseguiram penetrar na região fronteiriça da Bélgica para Linha Siegfried, libertando a primeira cidade alemã, Aachen, em outubro.

### Ardenas (Batalha do Bulge)
No inverno, em 16 de dezembro de 1944, Hitler ordenou que as tropas alemãs realizassem uma contra ofensiva na Bélgica, na floresta das Ardenas. No primeiro dia avançaram cerca de 80 km nas linhas de defesas aliadas. Havia uma cidade chamada Bastogne, que era entroncamento chave para as Ardenas, e os alemães queriam tomá-la. A 101ª Divisão Aerotransportada e o 506º foram designados para defender a cidade crucial para a batalha. O regimento ficou cercado e as temperaturas caíram negativamente a níveis extremos, logo ficaram sem comida, com pouca munição, sem roupas de inverno, sem hospitais e vulneráveis aos frequentes bombardeios por partes das tropas alemãs vindas de Foy, que fustigavam suas trincheiras defensivas na floresta causando várias baixas. A unidade, junto com o resto da 101ª Divisão Aerotransportada, foi cercada imediatamente. O 506º foi enviado para a seção oriental do cerco. Houve relatos de problemas com a amarração da lacuna entre os 501º e 506º Regimentos. Para protelar os alemães para que a defesa pudesse ser montada, o 1º Batalhão do 506º (junto com a Equipe Desobry da 10ª Divisão Blindada) foi enviado para lutar contra os alemães nas cidades de Noville e Foy. Um terço (cerca de 200 homens) do batalhão foram mortos ou feridos, mas a unidade derrubou 30 tanques inimigos e causou 500 a 1.000 baixas. O batalhão foi colocado na reserva e os 2º e 3º Batalhões foram colocados nas linhas. A queda da oferta em 22 de dezembro ajudou em certa medida. Depois que o Terceiro Exército dos Estados Unidos, sob o comando do General George S. Patton, quebrou o cerco, o 506º permaneceu na linha e liderou a ofensiva libertando Foy e Noville em janeiro. Eles foram então transferidos para Haguenau e retirados da linha no final de fevereiro de 1945.

### Invasão dos Aliados ocidentais à Alemanha
Apesar de não terem saltado às margens do rio Reno e Wesel durante a Operação Varsity ao norte da Alemanha, o 506º Regimento participou da invasão Aliada do sul da Alemanha, consequentemente tomando o conhecido "Ninho da Águia" de Adolf Hitler em Berchtesgaden. O regimento também participou da liberação de campos de concentração em Landsberg, testemunhando as atrocidades do Holocausto.

### Fim da guerra
Após o fim da guerra na Europa com a rendição das forças alemãs em maio, o 506º começou o treinamento com a possibilidade de serem transferido para o Pacífico a fim de ajudar as forças Aliadas que ainda combatiam o Império do Japão, porém, antes que isso pudesse acontecer, o regimento testemunhou pelo rádio o uso das primeiras bombas atômicas da história contra o Japão e sua consequente rendição, assinalando o fim da Segunda Guerra Mundial em 2 setembro de 1945.

## Após a Segunda Guerra
Após a Segunda Guerra Mundial, o regimento participou da Guerra do Vietnã, Guerra do Golfo e em 2004 na Guerra do Iraque.

## Legado
O 506º Regimento de Infantaria Paraquedista ficou famoso pelos atos de coragem realizados por seus integrantes, como em casos não registrados em que soldados escalaram tanques alemães e jogara granadas dentro deles. O Regimento continha três batalhões durante a Segunda Guerra Mundial. O mais conhecido deles foi o 2º Batalhão, que continha três companhias: "Dog", "Easy" e "Fox". A companhia que mais se destacou no regimento foi a Easy, sob o comando de Richard Winters, seus soldados foram os mais condecorados do regimento e suas histórias foram dramatizadas na premiada minissérie Band of Brothers.

## Membros notáveis

### Segunda Guerra Mundial
- Donald Burgett, da companhia A, lutou na Normandia até o fim da guerra. Ele escreveu quatro livros sobre seu tempo na companhia.
- Sargento Joseph Beyrle, da Companhia I lutou para forças americanas e soviéticas.
- Coronel Robert F. Sink, comandante do regimento durante toda a Segunda Guerra Mundial.

Easy Company
- Primeiro Tenente Lynn Compton, oficial da Companhia E durante a Segunda Guerra Mundial e procurador-chefe no caso Sirhan Sirhan. Ele publicou um livro chamado "Call of Duty: My Life before, during and after the Band of Brothers".
- Staff Sergeant William "Wild Bill" Guarnere, um suboficial da Companhia E, que mantém um site dedicado à história do regimento.
- Segundo tenente Carwood Lipton.
- Sargento Donald Malarkey, suboficial, serviu no Easy Company durante toda a guerra. Publicou um livro chamado "Easy Company Soldier".
- Capitão Lewis Nixon, oficial de inteligência e amigo íntimo do Major Richard Winters.
- Tenente-coronel Herbert Sobel.
- Tenente-coronel Ronald Speirs, assumiu o comando da Companhia E durante o assalto à Foy, na Bélgica, em janeiro de 1945.
- Sargento Joseph Toye.
- Private First Class David Webster, um fuzileiro e diarista da Companhia E, cujo livro "Parachute Infantry" conta detalhes do regimento.
- Major Richard Winters, terminou a guerra como comandante do 2º Batalhão. Publicou um livro de memórias sobre seu serviço de guerra ("Beyond Band of Brothers") e também foi o tema de uma biografia (("Biggest Brother").